# Nubuck

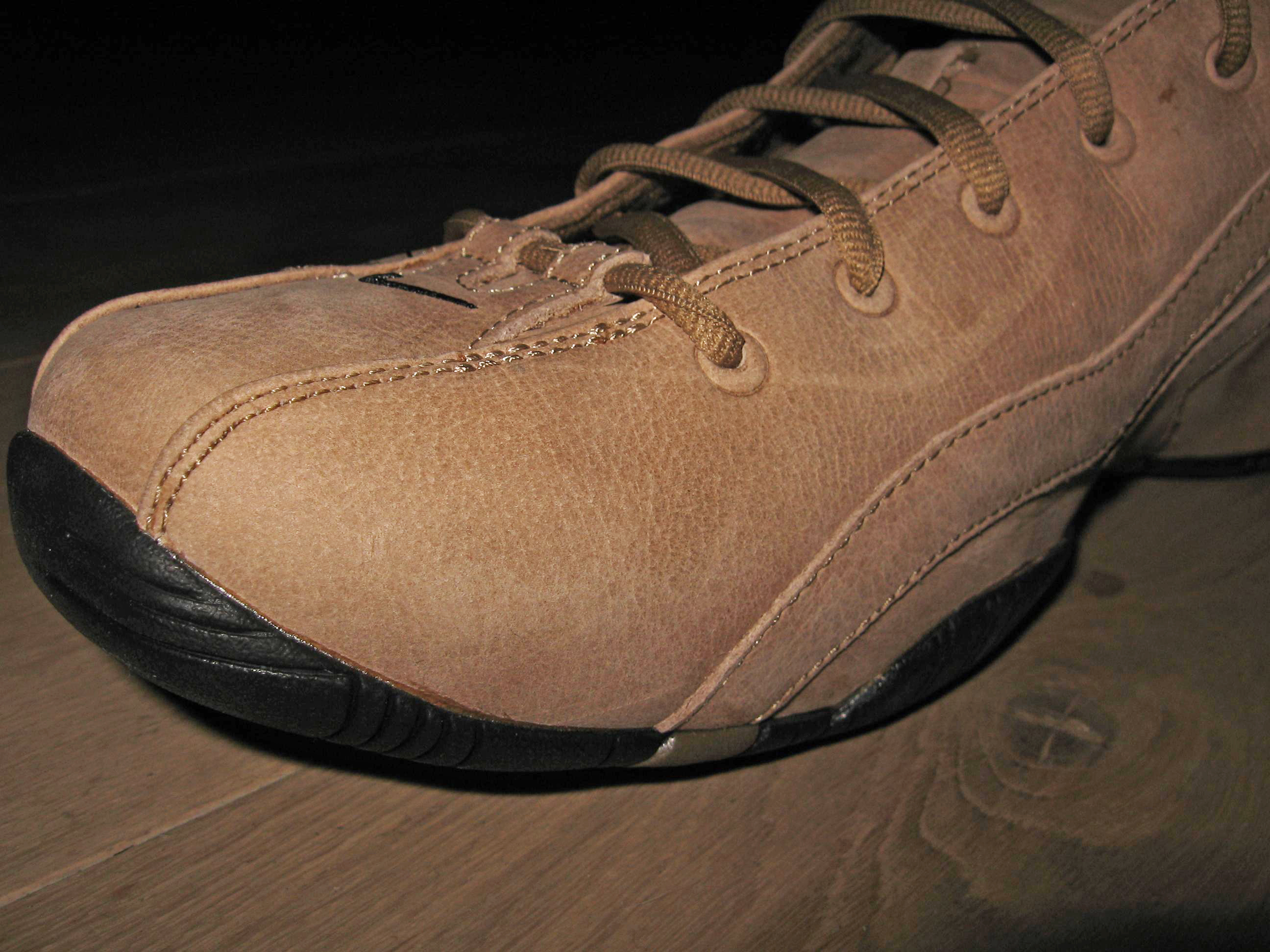
Nubuckschoen

Nubuck is een type leer dat wordt gebruikt om laarzen, kleding, banken en overige leren artikelen, zoals handtassen, te fabriceren. 
Nubuck wordt aan de bovenkant van de huid licht geschuurd, waardoor er een fluweelachtige uitstraling ontstaat en het zacht aanvoelt. Het uiterlijk komt ongeveer overeen met suède, maar is wat steviger. Daarom wordt nubuck vaker gebruikt voor schoeisel. 
Door de open structuur van nubuck trekt vuil en vet er gemakkelijker in dan in niet-geïmpregneerd leder.